# Keumuneng (Peureulak)
Keumuneng is een bestuurslaag in het regentschap Aceh Timur van de provincie Atjeh, Indonesië. Keumuneng telt 674 inwoners (volkstelling 2010).